# Незворотні затрати
В економіці та процесі ухвалення ділових рішень незворотні затрати (англ. sunk cost) (також відомі як ретроспективні витрати) — це витрати, які вже були понесені й не підлягають відшкодуванню. Незворотні затрати — це протилежне поняття до проспективних затрат, які можна уникнути в майбутньому, якщо вжити заходів. Інакше кажучи, незворотні затрати — це ціна, яка сплачена в минулому і вже не має значення для ухвалення рішень щодо майбутнього. Економісти стверджують, що попри те, що «потоплені затрати» не повинні враховуватись для раціонального ухвалення рішення щодо майбутнього, у повсякденному житті люди часто беруть до уваги такі затрати. Наприклад, коли вирішують чи ремонтувати автомобіль або будинок, чи продовжувати займатись професією, яку опановували в університеті, чи продовжувати стосунки, які тривають вже давно.

## Межовий принцип
Згідно з класичною економікою та традиційною мікроекономічною теорією, лише майбутні наслідки мають значення для ухвалення раціонального рішення. У будь-який момент часу найкраще, що можна зробити, залежить лише від поточних варіантів. Важливими є лише майбутні наслідки. Минулі дії не мають значення. Будь-які витрати, які були здійснені до ухвалення рішення, вже втрачені незалежно від того, яке рішення буде ухвалене. Молоко, яке змішали з кавою вже не повернеш назад у пляшку. Іншими словами, люди не повинні дозволяти минулим затратам впливати на їхнє рішення; незворотні затрати не мають стосуватися раціональних рішень. Цю позицію називають межовий принцип. Що було в минулому, залишається там.
Межовий принцип ґрунтується на розробках нормативної теорії рішень, відомої як теорія раціонального вибору, особливо в гіпотезі очікуваної користі. Теорія очікуваної користі спирається на властивість, відому як скасування, яка говорить, що при ухваленні рішень раціонально ігнорувати (скасувати) будь-яку подію у світі, яка має однакові наслідки незалежно від вибору людини. Минулі рішення, включаючи незворотні затрати, відповідають цьому критерію. Тобто що б людина не робила, ціна яку вона в минулому заплатила за телевізор вже не зміниться. І вплив минулого вчинку на людину вже неможливо змінити, тому витрату варто ігнорувати.
Бувають випадки, коли враховувати незворотні затрати при ухваленні рішень є раціональним. Наприклад, для менеджера, який бажає, щоб його авторитет був таким, як у наполегливого працівника, який протистоїть лиху і він секретно володіє інформацією, що відмовлятись від проекту небажано, то в такому випадку може бути раціональним проявити ефект «затонулих витрат» і продовжити працювати.

## Оманливий ефект затонулих витрат
Хоча ігнорувати незворотні затрати раціонально, у реальному житті люди так не роблять. Незворотні затрати насправді впливають на рішення. При цьому люди вірять, що інвестиції (тобто незворотні затрати) виправдовують подальші витрати. Люди демонструють сильнішу тенденцію продовжувати діяльність, якщо вже інвестували гроші, зусилля чи час. Це оманливий ефект незворотних (затонулих/потонулих) витрат (анг. sunk cost fallacy) і така поведінка може бути описана як «важко нести, шкода лишити», відмова від такої поведінки може називатись «обмежитись лиш тими збитками, що вже нанесено». Наприклад, деякі люди залишаються у неблагополучних стосунках, оскільки вони «вже вклали занадто багато, щоб піти». Інші купують дорогий абонемент у тренажерний зал, щоб його ціна мотивувала почати займатись. Треті кажуть що війна має продовжуватися, тому що життя тих, хто вже загинув будуть даремними, якщо не буде досягнута перемога. Таким чином люди піддаються когнітивному викривленню, продовжують вкладати в проект час, гроші та емоційну енергію, попри сумніви чи підозри, що щось не так. Такий тип поведінки не відповідає теорії раціонального вибору і часто класифікуються як поведінкова помилка.
Є також докази того, що представники уряду часто піддаються цьому ефекту. Типовий приклад — це проєкт «Конкорд» Його суть полягає в тому, що британський і французький уряди продовжували фінансувати спільну розробку дорогого надзвукового літака Concorde навіть після того, як стало очевидно, що більше немає економічної доцільності для такого літака. Британський уряд розцінив проєкт як комерційну катастрофу, яку ніколи не слід було розпочинати. Однак політичні та правові аспекти унеможливили вихід із проекту жодного з урядів.
Або ось побутовий приклад: сім'я придбала квитки на бейсбольну гру і після кількох таймів виявляється, що їм не подобається гра. Зараз у них є два варіанти:
- Змиритись із марною тратою грошей і додивитись решту гри без задоволення; або
- Змиритись із витратою на квиток і поїхати геть робити щось інше.

Економіст висловить припущення, що другий варіант передбачає страждання лише в один спосіб (марно витрачені гроші), тоді як перший передбачає подвійне страждання (марно витрачені гроші плюс витрачений час), тому варіант 2 — кращий. У будь-якому випадку, квиток вже куплено, так що ця частина минулого більше не повинна впливати на майбутнє. Якщо покупець квитків шкодує про придбання квитка, поточне рішення повинно базуватися на тому, чи хочуть вони взагалі бачити гру, незалежно від ціни, точно так само, як якщо б вони ходили на безкоштовну гру в бейсбол.
Однак багато людей відчували б необхідність залишитися до кінця гри, попри те, що насправді цього не хочуть, можливо тому, що вони будуть думати що даремно потратили гроші. Вони можуть відчувати, що пройшли точку неповернення. Економісти вважають таку поведінку ірраціональною. Вона неефективна, оскільки неправильно розподіляє ресурси, беручи до уваги нерелевантну інформацію (минуле).
Незворотні затрати це не те ж саме, що економічні збитки. Наприклад: Якщо придбати нову машину, її згодом можна перепродати; однак, можливо, вона не буде перепродана за початковою ціною. Економічні збитки — це різниця між купівлею і продажем (включаючи витрати на транзакції). Сума, яка була потрачена на купівлю, не повинна впливати на ухвалення раціональних рішень щодо автомобіля в майбутньому, незалежно від вартості перепродажу — якщо власник може отримати більшу вигоду від продажу автомобіля, ніж від непродажу, то він повинен продати її, незалежно від сплаченої ціни при покупці.
Деякі дослідження також відмічали обставини, коли ефект затонулих витрат ставав зворотним; тобто коли люди прагнули чим швидше здійснити незворотні витрати, щоб по-швидше зайнятись новою справою.

### Схильність слідувати плану
Пов'язаним явищем є схильність слідувати плану, яке вважається легким когнітивним викривленням, яке, як правило, змушує продовжувати наявний план або напрямок дій навіть перед фактом зміни умов. В аерокосмічній галузі це було визнано важливою причиною аварій. У результаті дослідження НАСА 2004 року було встановлено, що в 9 із 19 досліджених аварій екіпаж демонстрував такі поведінкові тенденції.
Є два фактори, що характеризують це упередження. Перший — це занадто оптимістична оцінка ймовірності успіху, можливо, аби зменшити когнітивний дисонанс від необхідності ухвалити рішення. Другий — це особиста відповідальність: коли ти несеш особисту відповідальність, важко визнати, що ти помилився.
Проєкти часто страждають від перевитрат і затримок через помилковість планування та супутні чинники, які включають надмірний оптимізм, небажання визнати провал, групове мислення та небажання зробити незворотні затрати